# Marijan Haljinić
Marijan Haljinić (Haljinići, sredina 16. st. - Kraljeva Sutjeska, 19. srpnja 1606.), bio je bosanski franjevac i provincijal Franjevačke provincije Bosne Srebrene (1583. – 1586. i 1592. – 1595.).

## Životopis
Rođen je u selu Haljinići, sredinom 16. st. Osnovnu školu učio je, vjerojatno, u Kraljevoj Sutjesci, a nije isključeno da je tu završio i filozofsko-teološki studij. Bio je dvaput provincijal Franjevačke provincije Bosne Srebrene (1583. – 1586. i 1592. – 1595.)
Supotpisnik je žalbe koju su 1594. bosanski franjevci uputili prorektoru reda De Matteiju protiv biskupa fra Franje Baličevića. Za njegova dugog provincijalata, turske su vlasti dozvolile (1592.) da bosanski franjevci mogu, na osnovu starih povlastica, "svake tri godine sastati se i između sebe jednog glavara izabrati". Fra Julijan Jelenić piše da je sastavio djelo u kojem je odredio kako se ima pjevati misni Credo.
O značaju, utjecaju i veličini Franjevačke provincije Bosne Srebrene, u vrijeme provincijalata fra Marijana Haljinića, govore podaci o stanju Provincije, koje iznosi fra Franjo Gonzaga, generalni ministar Franjevačkog reda g. 1589.
Podaci se odnose na nešto ranije vrijeme, jer se navedena godina tiče samo godine tiskanja njegova djela. Tada je, prema njemu, bilo u njoj četrnaest samostana, a od toga deset u samoj Bosni: Srebrenica, Sutjeska, Fojnica, Olovo, Visoko, Kreševo, Tuzla, Gradovrh, Modriča i Rama; tri u Dalmaciji: Visovac, Makarska, Zaostrog; i jedan u Slavoniji: Velika. 
Broj braće se u pojedinom samostanu kreće oko 6-7, ali za Fojnicu, gdje ih je moralo biti najviše, nije naveden. Župe ovdje nisu ni imenom, ni brojem navedene.

## Unutarnje poveznice
- Franjevački samostan Kraljeva Sutjeska
- Franjevačka provincija Bosna Srebrena

## Vanjske poveznice
- Franjevački samostan Kraljeva Sutjeska  Arhivirana inačica izvorne stranice od 8. veljače 2009. (Wayback Machine)
- Franjevačka provincija Bosna Srebrena  Arhivirana inačica izvorne stranice od 24. studenoga 2010. (Wayback Machine)